# Copa de Holanda de Ciclismo 2021
La 4.ª edición de la Copa de Holanda de Ciclismo de 2021 es una serie de carreras de ciclismo en ruta que se realiza en Holanda. Comenzará el 6 de marzo con la Ster van Zwolle y finalizará el 11 de septiembre con la Memorial Arno Wallaard.
Forman parte de la clasificación todos los ciclistas profesionales de Holanda que hacen parte del UCI WorldTeam, UCI ProTeam y Continental estableciendo un sistema de puntuación en función de la posición conseguida en cada clásica y a partir de ahí se crea la clasificación.
La Copa consta de 4 carreras holandesas de un día en las categorías 1.2 del UCI Europe Tour 2021, excepto las que declinan estar en esta competición.

## Sistema de puntos
En cada carrera, los primeros 30 corredores ganan puntos y el corredor con la mayor cantidad de puntos en general es considerado el ganador de la Copa de Holanda. Se llevan a cabo clasificaciones separadas para los mejores jóvenes (sub-23) y el mejor equipo.

### Clasificación individual
| Posición | 1   | 2  | 3  | 4  | 5  | 6  | 7  | 8  | 9  | 10 | 11 | 12 | 13 | 14 | 15 | 16 | 17 | 18 | 19 | 20 |
| Puntos   | 100 | 80 | 70 | 60 | 50 | 40 | 36 | 32 | 30 | 28 | 26 | 24 | 22 | 20 | 18 | 16 | 14 | 13 | 12 | 11 |

### Clasificación de los jóvenes
| Posición | 1   | 2  | 3  | 4  | 5  | 6  | 7  | 8  | 9  | 10 |
| Puntos   | 100 | 80 | 70 | 60 | 50 | 40 | 36 | 32 | 30 | 28 |

### Clasificación por equipos
| Posición | 1  | 2  | 3  | 4  | 5  | 6  | 7  | 8  | 9  | 10 |
| Puntos   | 30 | 28 | 26 | 24 | 22 | 20 | 19 | 18 | 17 | 16 |

## Carreras puntuables
| Clasificación |                  |                             |              |              |                                      |                                       |
| Pos.          | Fecha            | Carrera                     | Ganador      | Equipo       | Líder de la clasificación individual | Líder de la clasificación por equipos |
| ------------- | ---------------- | --------------------------- | ------------ | ------------ | ------------------------------------ | ------------------------------------- |
| 1.º           | 1 de mayo        | Tour de Overijssel          | Bandera de ? | Bandera de ? | Bandera de ?                         | Bandera de ?                          |
| 2.º           | 6 de junio       | Midden Brabant-Poort Omloop | Bandera de ? | Bandera de ? | Bandera de ?                         | Bandera de ?                          |
| 3.º           | 11 de septiembre | Memorial Arno Wallaard      | Bandera de ? | Bandera de ? | Bandera de ?                         | Bandera de ?                          |
| 4.º           | 21 de octubre    | Ster van Zwolle             | Bandera de ? | Bandera de ? | Bandera de ?                         | Bandera de ?                          |

## Clasificaciones Finales
Clasificaciones finales hasta la última carrera 

### Individual
| Clasificación |              |        |        |
| Posición      | Ciclista     | Equipo | Puntos |
| ------------- | ------------ | ------ | ------ |
| 1.º           | Bandera de ? |        |        |
| 2.º           | Bandera de ? |        |        |
| 3.º           | Bandera de ? |        |        |
| 4.º           | Bandera de ? |        |        |
| 5.º           | Bandera de ? |        |        |
| 6.º           | Bandera de ? |        |        |
| 7.º           | Bandera de ? |        |        |
| 8.º           | Bandera de ? |        |        |
| 9.º           | Bandera de ? |        |        |
| 10.º          | Bandera de ? |        |        |